# Шульц, Гельмут Вильгельм
Гельмут Вильгельм Шульц (1912 — 28 января 2006 года) — немецкий инженер-химик и профессор в Колумбийском университете, известный работам в области ядерной физики, ракетной техники и разработкам в области превращения отходов в энергию. Разработал процесс для разделения изотопов урана.

## Ранняя жизнь
Вильгельм Шульц родился в 1912 году в Берлине и переехал в Нью-Йорк со своей семьей в 1924 году. Он был отличником в Бруклинской высшей технической школе. Позже он получил Пулитцеровскую стипендию в Колумбийском университете. В 1933 году получил бакалавра наук, в 1934 году ставновится магистром наук.
После окончания учёбы онработал в Union Carbide, посещал в 1940 году на Ниагарский водопад, чтобы помочь улучшить производство метанола для завода Union Carbide. Экспериментируя, он использовал загрязненные бутылки с раствором, которые взрывались при контакте. Едкие брызги ослепили его.

## Работы и исследования
Когда Шульц узнал, что физикам в Колумбийском университете удалось добиться деления урановых изотопов, он также начал работу и преуспел в разработке процесса для разделения изотопов урана с помощью газовых центрифуг. Шульц представил затем свою идею в виде университетским исследователям в форме официального документа. Когда правительство обратило внимание на газодиффузионный процесс обогащения урана, Шульц подал заявление на получение патента в 1942 году, который был ему выдан в 1951 году. Возвратившись в Union Carbide после получения степени доктора философии в химическом машиностроении в Колумбии в 1942 году, Шульц написал две исследовательские работы о возможности использования инфракрасного излучения для создания молекулярных реакций.
В 1948 году, в Колумбийском университете Шульц предложил Чарльзу Х. Таунсу место в Union Carbide. Впечатленный предложением Шульца, Таунс использует эту возможность чтобы привлечь Артура Л. Шавлова. Позже Таунс и Шавлов изобрели лазер и мазер, за что были награждены нобелевскими премиями в 1964 и 1981 годах соответственно.
В 1960-х годах, Шульц разработал новые способы производства твердого ракетного топлива, а затем ушёл из Union Carbide курировать программу Министерства обороны США с ракетной силовой установкой.
Наконец, уйдя из Юнион Карбайд в 1969 году, Шульц получает грант от Национального Научного Фонда и возвращается в Колумбию для изучения способов преобразования отходов в энергию. Он разработал экологически чистые процессы для производства электроэнергии, используя твердые бытовые отходы, осадки сточных вод и даже токсичные материалы, такие как ПХД, и химическое оружие.
В 1977 году, когда США планировали построить первый завод газовых центрифуг, в Министерство энергетики США присудило Шульцу денежное награждение в размере $100,000 в качестве премии за его вклад в развитие отрасли.

## Личная жизнь
Жена Гельмута Шульца — Колетт Приер Шульц; их дети, Рэймонд, в Сан-Матео, Калифорния, Кэролайн Чечни, в Отисвилле, Нью-Йорке, Роланд, из Гаррисон, Роберт, в городе Стэмфорд, штат Коннектикут, и Томас, на Манхэттене. У пары также есть семь внуков.